# Pupuan
Pupuan ist ein Distrikt (Kecamatan) im Nordwesten des Regierungsbezirks (Kabupaten) Tabanan der indonesischen Provinz Bali. Der größte Kecamatan (17 % der Fläche des Kabupaten) grenzt im Südwesten an den Kecamatan Pekutatan (Kab. Jembrana), im Westen und Norden an die Kecamatan Busungbiu sowie Banjar (beide Kab. Buleleng), im Nordosten an Penebel, im Südosten an Selemadeg sowie schließlich im Süden an Selemadeg Barat. Pupuan gliedert sich in 14 Dörfer (Desa) und weiterhin in 71 Banjar Dinas, 25 Desa Adat sowie 71 Banjar Adat.

## Verwaltungsgliederung
| Kode          | Dorf             | Fläche (km²) Ende 2021 | Einwohner Census 2010 | Einwohner Census 2020 | Einwohner Ende 2021 | Dichte Einw. pro km² |
| ------------- | ---------------- | ---------------------- | --------------------- | --------------------- | ------------------- | -------------------- |
| 51.02.10.2001 | Belimbing        | 11,25                  | 4.229                 | 4.503                 | 4.573               | 406,49               |
| 51.02.10.2002 | Sanda            | 19,19                  | 1.302                 | 1.513                 | 1.560               | 81,29                |
| 51.02.10.2003 | Batungsel        | 13,61                  | 3.160                 | 3.371                 | 3.404               | 250,11               |
| 51.02.10.2004 | Kebon Padangan   | 17,48                  | 2.772                 | 3.250                 | 3.367               | 192,62               |
| 51.02.10.2005 | Munduk Temu      | 18,32                  | 3.018                 | 3.593                 | 3.819               | 208,46               |
| 51.02.10.2006 | Pujungan         | 19,26                  | 6.191                 | 6.734                 | 6.851               | 355,71               |
| 51.02.10.2007 | Pupuan           | 7,27                   | 2.881                 | 3.001                 | 3.210               | 441,54               |
| 51.02.10.2008 | Bantiran         | 15,47                  | 3.819                 | 4.365                 | 4.456               | 288,04               |
| 51.02.10.2009 | Padangan         | 7,85                   | 1.920                 | 2.100                 | 2.145               | 273,25               |
| 51.02.10.2010 | Jelijih Punggung | 6,91                   | 1.302                 | 1.389                 | 1.405               | 203,33               |
| 51.02.10.2011 | Belatungan       | 17,62                  | 2.274                 | 2.542                 | 2.609               | 148,07               |
| 51.02.10.2012 | Pajahan          | 10,51                  | 2.139                 | 2.456                 | 2.578               | 245,29               |
| 51.02.10.2013 | Karyasari        | 12,62                  | 1.731                 | 1.874                 | 1.909               | 151,27               |
| 51.02.10.2014 | Sai              | 3,94                   | 1.623                 | 1.752                 | 1.768               | 448,73               |
| 51.02.10      | Kec. Pupuan      | 181,28                 | 38.361                | 42.443                | 43.654              | 240,81               |
Ergebnisse aus Zählung bzw. Fortschreibung

## Bevölkerung

### Bevölkerungsentwicklung der letzten drei Halbjahre
| Datum      | Fläche (km²) | Einwohner | männlich | weiblich | Dichte (Einw./km²) | Sex Ratio (m*100/w) |
| ---------- | ------------ | --------- | -------- | -------- | ------------------ | ------------------- |
| 31.12.2020 | 181,28       | 43.208    | 21.951   | 21.257   | 238,3              | 103,3               |
| 30.06.2021 | 181,28       | 43.205    | 22.022   | 21.183   | 238,3              | 104,0               |
| 31.12.2021 | 181,00       | 43.654    | 22.197   | 21.547   | 241,2              | 103,0               |
Fortschreibungsergebnisse